# Pachysylvia decurtata
El verdillo menor (en Honduras, México y Perú) (Pachysylvia decurtata), también denominado verderón chico (en Colombia), verdillo menudo (en Costa Rica y Nicaragua), vireo menor (en México), verdillo gris (en México) o vireillo verde, es una especie de ave paseriforme de la familia Vireonidae, perteneciente al género Pachysylvia, antes colocado en Hylophilus. Es nativo de México, América Central y del Sur.

## Distribución y hábitat
Se distribuye desde el este de México, por Belice, Guatemala, El Salvador, Honduras, Nicaragua, Costa Rica, Panamá, noroeste de Colombia, hacia el sur por las tierras bajas del Pacífico, por el oeste de Ecuador hasta el extremo noroeste del Perú.
Es común en la canopia, subcanopia y bordes de selvas húmedas y caducifolias y bosques secundarios hasta los 1100 m s. n. m. de altitud.

## Sistemática

### Descripción original
La especie P. decurtata fue descrita por primera vez por el naturalista francés Charles Lucien Bonaparte en 1838 bajo el nombre científico Sylvilcola decurtata; localidad tipo «Guatemala».

### Taxonomía
Los estudios de Slager et al. (2014) produjeron una extensa filogenia de la familia Vireonidae y demostraron que el género Hylophilus era polifilético, compuesto de 4 clados dentro de la familia Vireonidae.  Slager y Klicka (2014) establecieron la necesidad de 4 géneros para reflejar esta diversidad. El clado conteniendo las especies de iris oscuro, habitantes de la canopia y de cantos más complejos fue agrupado en un género resucitado Pachysylvia y la especie tipo siendo H. decurtatus, que tiene prioridad. Desde que Pachysylvia es femenino, el nuevo nombre científico pasa a ser: Pachysylvia decurtata.
Los cambios taxonómicos descritos fueron reconocidos mediante la aprobación de la Propuesta N° 656 al South American Classification Committee (SACC) en noviembre de 2014. La clasificación Clements Checklist v.2015 adopta los cambios descritos, mientras e Congreso Ornitológico Internacional (IOC) (versión 6.2., 2016) todavía no los ha incorporado.

### Subespecies
Según la clasificación del IOC se reconocen 6 subespecies, con su correspondiente distribución geográfica:
- Pachysylvia decurtata brevipennis (Giraud Jr., 1851) - este de México (sureste de San Luis Potosí, norte y centro de Veracruz, norte de Oaxaca, sur de Chiapas).
- Pachysylvia decurtata dickermani Parkes, 1991 - sureste de México (sur de Veracruz al este hasta Tabasco, norte de  Chiapas y oeste de Campeche).
- Pachysylvia decurtata phillipsi Parkes, 1991 - sureste de México (este de Campeche y Quintana Roo) y norte de Belice.
- Pachysylvia decurtata decurtata (Bonaparte, 1838) - sur de Belice y Guatemala al sur hasta el centro de Panamá.
- Pachysylvia decurtata darienensis (Griscom, 1927) - centro de Panamá al este hasta el noroeste de Colombia (al este hasta Santander).
- Pachysylvia decurtata minor Berlepsch & Taczanowski, 1884 - tierras bajas del Pacífico desde el oeste de Colombia al sur hasta el extremo noroeste del Perú (Tumbes).

La clasificación Clements no reconoce brevipennis, dickermani y phillipsi y las agrupa en decurtata.